# Juniusbreven
Juniusbreven (engelska Letters of Junius) är en serie politiska brev, som under signaturen Junius offentliggjordes i den av H.S. Woodfall utgivna Londontidningen Public advertiser; det första är daterat 21 november 1768 och det sista 21 januari 1772. De utgavs sistnämnda år samlade i bokform av Woodfall. Bland senare editioner, i vilka även upptagits dels Junius privatbrev till Woodfall, dels flera av andra signaturer undertecknade politiska brev, vilka på skäl av växlande styrka tillskrivits samme författare, märks George Woodfalls (3 band, 1812) och Bohns (1850). 
Breven innehåller synnerligen bittra och i tonen våldsamma, stilistiskt omsorgsfullt utarbetade angrepp på den dåvarande ministären, särskilt på hertigarna av Grafton och Bedford, lord North och lord Mansfield. Den samtidigt pågående striden om Wilkes val till underhuset för Middlesex gav författaren anledning att – under lovord åt Wilkes och föraktfulla utfall mot Luttrell, dennes medtävlare om mandatet – anklaga de maktägande ministrarna för att vilja tillintetgöra Englands urgamla frihet. 
På det hela taget röjer breven sin författares partitrogna whigåskådning, om än enstaka personliga utfall förekommer även mot några av whigoppositionens män. Det till konungen riktade brevet av 19 december 1769 (svensk översättning 1770) föranledde åtal mot förläggare och boktryckare; i ett mål fällde juryn, i ett annat blev juryutslaget frikännande och i ett tredje obestämdt och tvetydigt. 
Breven väckte ett oerhört uppseende och framkallade ändlösa gissningar om vem författaren kunde vara. Denna fråga har alltsedan dess behandlats i en mycket rikhaltig litteratur, utan att man hittills nått fram till någon fullt definitiv och obestridd lösning. Junius samtida misstänkte kanske starkast Edmund Burke, men hans bestämda förnekande av författarskapet har allmänt godtagits av forskningen.  
Bland övriga namn, som nämnts – tillsammans inemot ett femtiotal – märks lord George Sackville, lord Temple, Chatham, Richard Glover och sir Philip Francis, vilken sistnämnde i tryck först utpekades av John Taylor i Discovery of Junius (1813) och Junius identified (1816) samt numera vanligen anses vara brevens författare. 
Grundligast har de tungt vägande skälen för Francis författarskap framlagts av sir Leslie Stephen i Chatham, Francis and Junius ("English Historical Review", 1888) och artikeln Francis i "Dictionary of National Biography"; jämför även Chabot, The handwriting of Junius professionally investigated (1873, med inledning av Edward Twisleton) och G.H.R.  Francis, Junius revealed by his surviving grandson (1894). 
På senare tid har det mest uppmärksammade inlägget till stöd för denna hypotes gjorts av Alvar Ellegård i två skrifter från 1962  där han gjorde en databehandling av materialet och ansåg sig statistiskt kunna styrka att språkbruket överensstämmer med det som förekommer i Francis övriga författarskap.
Bland inlägg mot Francis-hypotesen märks sådana av Abraham Hayward (More about Junius, 1868, och artikeln Junius i Encyclopaedia Britannica) och Charles Wentworth Dilke (Papers of a critic, 1875). Sir William Anson (i inledningen till Autobiography and correspondence of the duke of Grafton, 1898) ansåg, att breven framgått ur ett samarbete mellan Chathams svåger lord Temple och Francis.